# Can Grau (la Roca del Vallès)
|  | Aquest article tracta sobre Can Grau de la Roca del Vallès. Vegeu-ne altres significats a « Can Grau (desambiguació)». |

Can Grau és un convent de clausura de l'orde de les Carmelites Descalces de la Roca del Vallès (Vallès Oriental). L'edifici és una obra protegida com a Bé Cultural d'Interès Local.

## Descripció
Edifici molt complex resultat dels diferents canvis d'ús que ha sofert. La forma originària de la planta es rectangular, tot i que molt modificada per les ampliacions posteriors, amb tres crugies i tres plantes. A la planta pis de la façana de migdia hi ha una galeria porticada, actualment tancada amb fusteria i vidre. La façana manté un portal adovellat possiblement del segle xvii o principi del xviii. La coberta és a dues vessants amb el carener perpendicular a la façana. Els murs són revestits amb un arrebossat llis.

## Història
Des de la meitat del segle xix fins al darrer quart del segle xx, va ser propietat dels marquesos de Santa Isabel. El 1977 la propietat va ser adquirida per l'orde de les Carmelites Descalces, que hi instal·là un convent de clausura amb el nom de monestir de la  marededéu de Montserrat i de sant Josep Oriol, conegut popularment com "La Torreta". L'any 2017 la comunitat, molt minvada, desocupà l'edifici.